# Аносов Володимир Андрійович
Володимир Андрійович Аносов (21 травня 1946, Мінськ — 11 червня 2003, Сімферополь) — радянський та український театральний режисер, Заслужений діяч мистецтв України (1994).

## Життєпис
У 1969 р. закінчив Білоруський театрально-художній інститут, у 1977 р. — Харківський інститут мистецтв.
Працював у Білоруському академічному театрі ім. Я. Коласа (1969-73), Харківському академічному українському драматичному театрі ім. Т. Шевченка (1976-81), Кримському українському театрі драми і музичної комедії (1981-89).
З 1989 р. був режисером Кримського академічного російського драматичного театру ім. М. Горького .
Був постановником першого спектаклю «Арзы къыз» у відродженому Кримськотатарському академічному музично-драматичному театрі. Поставив спектаклі «Кармен» і «Макбет», які стали учасниками і переможцями престижних міжнародних театральних фестивалів у Великій Британії, Татарстані, Башкирії, Україні, Росії. До Репертуарної афіші Кримського українського музичного театру входили спектаклі «Весілля Кречинського» і «Енеїда», поставлені В. А. Аносовим .
Брав участь у фестивалі «Херсонеські ігри» (Севастополь, 1997) та Шекспірівському фестивалі в Единбурзі (Шотландія, 1997).
Викладав у Кримському училищі культури, був доцентом Кримської філії Київського Національного університету культури і мистецтва . Його студенти працюють у багатьох театрах України .

## Постановки
- «Красунчик чоловік» О. Островського (1989),
- «Лисички» Л. Хеллман (1990),
- «Божевільний день, або Одруження Фігаро» П. Бомарше (1993),
- «Як це відбувалося в Одесі» І. Бабеля (1994),
- «Міщани» М. Горького (1994),
- «Шлюб по-італійськи» Е. Де Філіппо (1995).

## Нагороди
- Заслужений діяч мистецтв України (1994)
- Державна премія Автономної Республіки Крим (1994)[2]
- Державна премія Автономної Республіки Крим в галузі театрального мистецтва та кінематографії (2001) — за постановку вистави «Кармен» у Кримськотатарському музично-драматичному театрі[3]